# Штромейер, Луи
Георг Фридрих Луи Штромейер (нем. Georg Friedrich Louis Stromeyer; 6 марта, 1804, Ганновер — 15  июня, 1876, Ганновер) — немецкий хирург, один из пионеров ортопедии. В 1831 году Луи Штромейер впервые произвел операцию подкожного перерезывания Ахиллесова сухожилия (тенотомия), чем было положено начало оперативного способа лечения косолапости.

## Биография

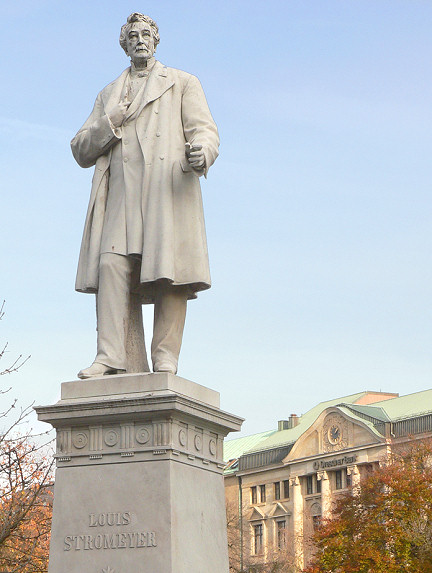
Памятник Штромейеру в Ганновере, Германия.

Георг Фридрих Луи Штромейер был профессором хирургии в Эрлангенском, Мюнхенском, Фрайбургском и Кильском университетах с 1838 по 1854 год. Во время шлезвиг-голштинской войны Штромейер действовал на театре военных действий в качестве хирурга; во франко-прусскую войну состоял хирургом-консультантом 3-й армии. Штромейер своей деятельностью в качестве военного хирурга на ганноверской службе значительно подвинул вперёд постановку госпитального дела в войсках и военной гигиены вообще.
Оставил мемуары.

## Труды
- Ueber Paralyse Inspirationsmuskeln Ганновер, 1836  (нем.)
- Beiträge zur operativen Orthopädik 1838  (нем.)
- Handbuch der Chirurgie Фрейбург, 1844—68  (нем.)
- Maximen der Kriegsheilkunst 2-е изд., Ганновер, 1862  (нем.)
- Erfahrungen über Schusswunden 1868  (нем.)
- Erinnerungen eines deutschen Arztes two volumes, 1875  (нем.) ISBN 3-540-07659-X